# Železniška postaja Dobrepolje
Železniška postaja Dobrepolje v naselju Predstruge, je ena izmed železniških postaj v Sloveniji, ki oskrbuje Dobrepolje oz. dobrepoljsko suho dolino in istoimensko Občino Dobrepolje.